# Kasımpaşa (Beyoğlu)

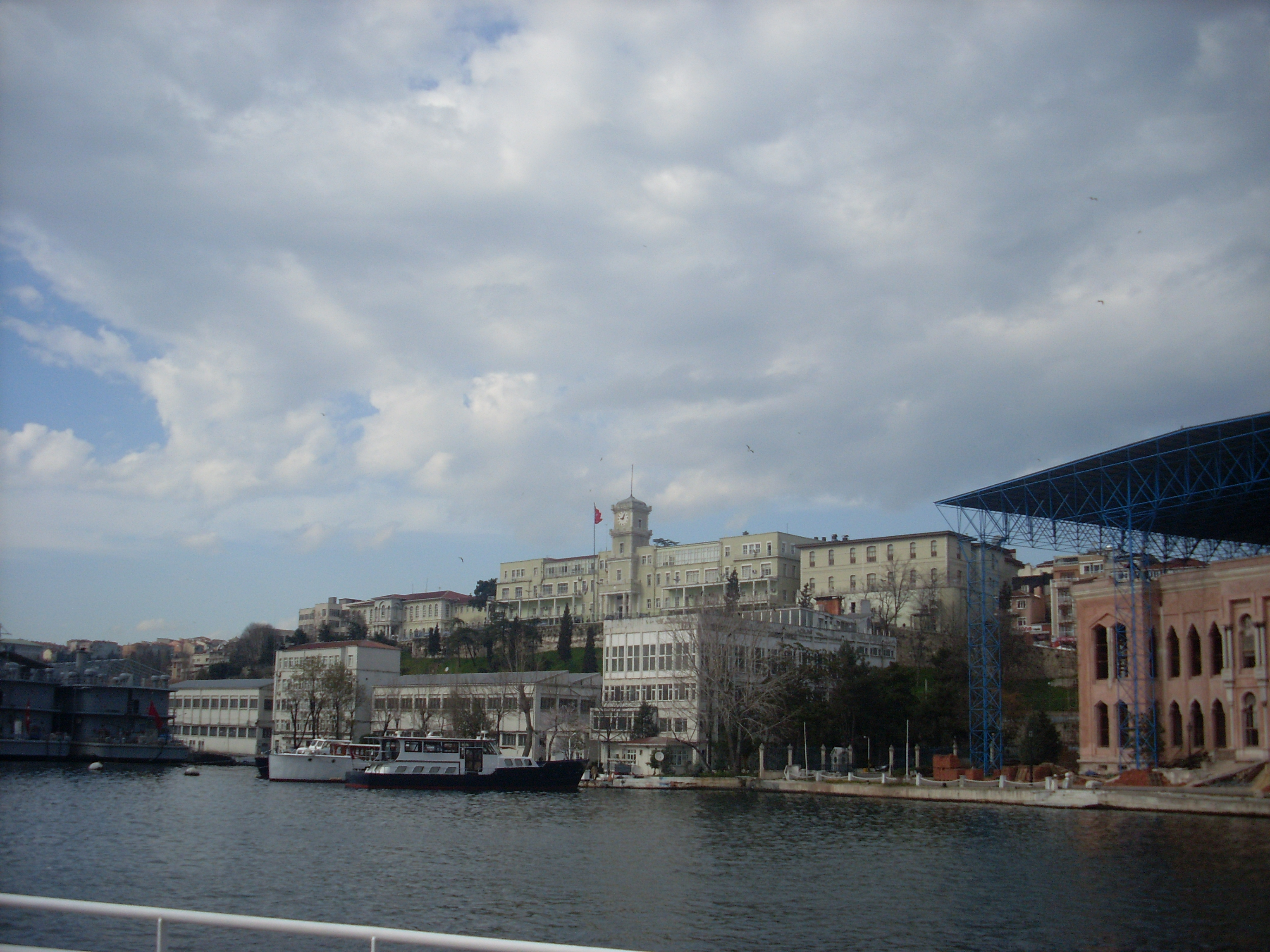
Blick auf Kasımpaşa an der nördlichen Küste des Goldenen Horns, mit den Gebäuden des alten osmanischen Marineministeriums (rechts) und des osmanischen Marinekrankenhauses (Mitte), die heute von der türkischen Marine genutzt werden.

Kasımpaşa ist ein Stadtviertel von Istanbul im Bezirk Beyoğlu im europäischen Teil der Stadt. Einst vor allem für seine Marinestützpunkte und Werften bekannt, verarmte es später und war nach dem Ersten Weltkrieg vor allem ein Wohnort einfacher Arbeiter. Im 21. Jahrhundert entwickelt sich das Viertel dynamisch durch neue Infrastrukturentwicklung. Landesweit bekannt ist Kasımpaşa vor allem als Herkunftsort des türkischen Präsidenten Recep Tayyip Erdoğan, der hier eine İmam-Hatip-Schule besuchte, sowie als Standort des Fußballklubs Kasımpaşa Istanbul.

## Geschichte
1453 gelang es Sultan Mehmed II., die Verteidigungsanlagen des Goldenen Horns zu durchbrechen, indem er seine Schiffe auf dem Landweg von der Nähe von Dolmabahçe bis zum heutigen Kasımpaşa ziehen ließ, wo sie wieder zu Wasser gelassen werden konnten. Im Anschluss daran eroberte er Konstantinopel von den Byzantinern.
Kasımpaşa ist nach einem der militärischen Führer Süleymans des Prächtigen aus dem frühen 16. Jahrhundert benannt, der nach der Eroberung Budas für den Sultan im Jahr 1530 mit der Übergabe des Gebiets belohnt wurde. Schon bald wurde das Gebiet als Standort für das kaiserliche Arsenal und die Docks der osmanischen Marine ausgebaut, die 120 Schiffe beherbergten. Zu dieser Zeit war das Gebiet noch sehr grün, und schon bald wurde hier ein hölzerner Tersane Sarayı (Werftpalast) gebaut, damit Sultan Ahmed I. einen Platz zum Ausruhen hatte, wenn er hierher reiste, um Bogenschießen zu üben. Die einzige Spur davon ist heute der Aynalıkavak-Palast, der für die Öffentlichkeit zugänglich ist.
Im Jahr 1773 wurde hier eine osmanische Marineschule gegründet, um Marine- und zivile Handelskapitäne an Bord einer in Kasımpaşa verankerten Galeone in Geometrie und Navigation zu unterrichten. 1785 ließ Admiral Cezayirli Gazi Hasan Pascha hier eine riesige Kaserne errichten, die bis heute erhalten ist. Von 1838 bis 1850 war hier die osmanische Marineakademie untergebracht, nachdem das Viertel 1821 durch ein Feuer schwer beschädigt wurde.
Mit dem Niedergang des Osmanischen Reiches wurde die Werft vernachlässigt. Bis zur Herrschaft von Sultan Abdülaziz verfügte die osmanische Marine noch über 21 Schlachtschiffe und 173 weitere Kriegsschiffen, womit sie nach der britischen und der französischen Marine die drittgrößte der Welt war. Nach der Wirtschaftskrise von 1875 (die zur Balkankrise führte) wurde eine so große Flotte jedoch zu einer Belastung für die osmanische Staatskasse.

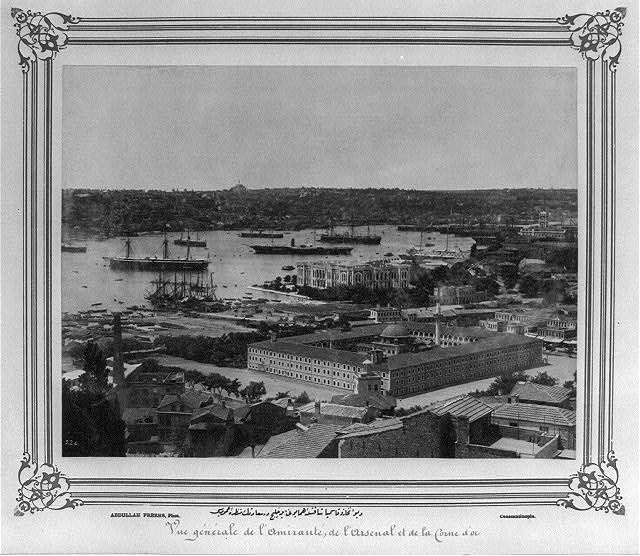
Kasımpaşa gegen Ende des 19. Jahrhunderts

In den 1860er Jahren ließ der osmanisch-venezianische jüdische Bankier Abraham Salomon Camondo für sich einen Palast an der Uferpromenade errichten. Dieser Kamondo Sarayı (Camondo-Palast) wurde von dem osmanisch-armenischen Architekten Sarkis Balyan entworfen. Er wurde später zum Sitz des osmanischen Marineministeriums (Bahriye Nezareti), bevor er am 14. November 1922 nach dem Waffenstillstand von Mudanya zum Sitz des Marinekommandos von Istanbul wurde.
Durch britische Bombenangriffe im Ersten Weltkrieg wurde Kasımpaşa beschädigt. In den ersten Jahren der Republik machte die Industrialisierung das Goldene Horn sehr unattraktiv, und Kasımpaşa selbst war ein Arbeiterviertel, in dem vor allem Seeleute und Werftarbeiter lebten. Das eher geringe Prestige des Viertels kam auch dadurch zum Ausdruck, dass Kasımpaşa die Immobilie mit dem niedrigsten Wert auf dem Istanbuler Monopoly-Spielbrett von 2004 war.
Zu Beginn des 21. Jahrhunderts begann die Stadtverwaltung von Istanbul in Kasımpaşa zu investieren und baute ein neues Fußballstadion, einen Sportkomplex, ein Schwimmbad, eine Bibliothek und Erholungseinrichtungen mit Fitness- und Gesundheitseinrichtungen, die der Öffentlichkeit zur Verfügung stehen. Die Küstenlinie von Kasımpaşa ist inzwischen durch den mit dem Bau von Einzelhandelsgeschäften, Restaurants und Hotels ein attraktiver Standort geworden, was teilweise den Umbau einiger alter Werftgebäude und teilweise durch den Bau neuer Gebäude erfolgte. Bis vor kurzem wurden im alten Arsenal noch Schiffsreparaturen durchgeführt. Doch im Jahr 2022 waren die Arbeiten zur Umwandlung in ein Kulturzentrum in vollem Gange.

## Sport

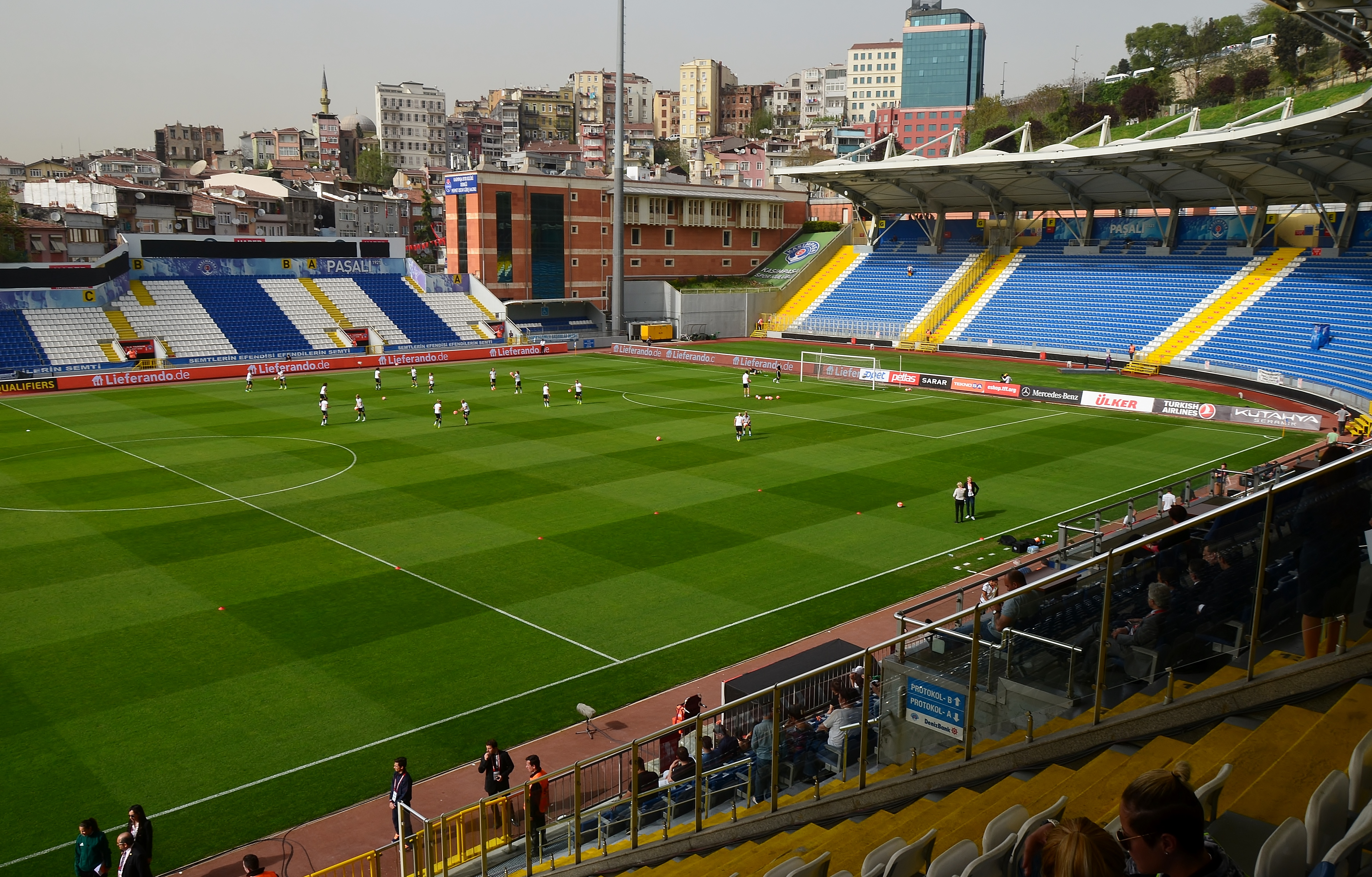
Recep-Tayyip-Erdoğan-Stadion

Das Viertel ist zum Synonym für den lokalen Fußballverein Kasımpaşa Spor Kulübü geworden, der 1921 gegründet wurde und heute in der Süper Lig spielt. Seine Heimspiele finden im 2005 eröffneten und nach dem türkischen Präsidenten benannten Recep-Tayyip-Erdoğan-Stadion mit knapp 14.000 Plätzen statt.